# Giorgio Ascanelli
Giorgio Ascanelli (Ferrara, 23 febbraio 1959) è un ingegnere italiano, direttore tecnico della Brembo e con una pluriennale esperienza nel mondo delle competizioni a quattro ruote al punto da essere ricordato come l'"ingegnere dei campioni"..

## Biografia
Ascanelli ha iniziato la sua carriera sportiva nel 1985, come tecnico di calcolo alla Ferrari. Nel 1987, dopo due anni di elaborazione dei dati numerici, si è trasferito alla Abarth, attraverso il programma di incontri Fiat, lavorando come ingegnere, ma a fine anno è tornato in Ferrari e ha iniziato a lavorare come ingegnere di pista per Gerhard Berger. Questo rapporto durò tre stagioni, quando Berger lasciò la Ferrari per correre con la McLaren.
Ascanelli si unì alla Benetton nel 1990, agli ordini del suo ex superiore alla Ferrari, John Barnard. Giorgio era l'ingegnere di pista di Nelson Piquet per due stagioni, ma dopo l'abbandono di Barnard, seguita dalla decisione di Piquet di ritirarsi dalla Formula 1, Ascanelli ha firmato per la McLaren per la stagione 1992 come ingegnere di pista di Gerhard Berger. Dopo Berger, divenne ingegnere di pista di Ayrton Senna nella stagione 1993, durante la quale la partnership ha portato ad alcune delle più famose vittorie del tre volte campione brasiliano.
Quando Senna fu ingaggiato dalla Williams nel 1994, Ascanelli lasciò la McLaren e tornò in Italia, nel 1995, per lavorare di nuovo con Berger e Barnard in Ferrari. Nello specifico, Ascanelli divenne direttore degli ingegneri, supervisionando sia Berger che l'altro pilota, Jean Alesi. Ascanelli rimase in quella posizione fino all'inizio del 1998, quando fu annunciato che non aveva intenzione di viaggiare per le gare di quell'anno, poiché le sue funzioni erano state assunte da Ross Brawn. Nonostante ciò, Ascanelli è rimasto alla Ferrari occupandosi di ricerca e sviluppo, venendo coinvolto anche nel collegamento tecnico tra Ferrari e Prost Grand Prix, per la fornitura del motore Ferrari. Nel 2002 si trasferì alla Maserati, dove ha diretto il dipartimento tecnico, fino al 2006, dando vita alla MC12 nel GT.
Nell'aprile 2007, Ascanelli tornò in F1 con la Scuderia Toro Rosso, dove è stato nominato direttore tecnico della scuderia di Faenza. La squadra ha ottenuto la sua prima vittoria nel Gran Premio d'Italia 2008 con Sebastian Vettel. A metà del 2012, la sua assenza ai Gran Premi fu oggetto di numerose speculazioni, finché, nel settembre 2012, la Toro Rosso ha confermato che Ascanelli aveva lasciato la squadra.
Nel febbraio 2013, Ascanelli entra in Brembo, fornitore dei freni in Formula 1, come direttore tecnico, occupandosi in seguito anche di motori elettrici.